# Lethrinus erythracanthus
Lethrinus erythracanthus là một loài cá biển thuộc chi Lethrinus trong họ Cá hè. Loài này được mô tả lần đầu tiên vào năm 1830.

## Từ nguyên
Từ định danh erythracanthus được ghép bởi hai âm tiết trong tiếng Hy Lạp cổ đại: eruthrós (ἐρυθρός; "đỏ") và ákantha (ἄκανθα; "gai, ngạnh"), hàm ý đề cập đến màu đỏ nổi bật trên các tia vây của loài cá này.

## Phân bố và môi trường sống
L. erythracanthus có phân bố trải rộng trên vùng Ấn Độ Dương - Thái Bình Dương, từ Đông Phi trải dài về phía đông đến quần đảo Marshall và Tuamotu, ngược lên phía bắc đến quần đảo Ryukyu (Nhật Bản), giới hạn phía nam đến Úc, Nouvelle-Calédonie và Tonga. Ghi nhận ở Oman đối với L. erythracanthus cần phải xác minh lại. L. erythracanthus cũng xuất hiện tại quần đảo Trường Sa (Việt Nam), được ghi nhận dưới danh pháp L. kallopterus.
L. erythracanthus sống ở khu vực có nền đáy mềm, trong vùng đầm phá sâu và đới trước rạn, độ sâu khoảng 15–120 m.

## Mô tả
Chiều dài cơ thể lớn nhất ở L. erythracanthus là 70 cm, nhưng thường bắt gặp với chiều dài khoảng 50 cm. Thân màu nâu đến xám đậm, lốm đốm những chấm sáng và sẫm màu rải rác, đôi khi có các vệt sọc nhạt ở thân dưới. Đầu màu nâu hoặc xám, thường có nhiều chấm cam trên má. Vây ngực và vây bụng màu trắng hoặc cam, vây lưng và vây hậu môn lốm đốm cam và hơi xanh, vây đuôi thường có màu cam sáng.
Số gai ở vây lưng: 10 (gai thứ 4 hoặc 5 thường dài nhất); Số tia vây ở vây lưng: 9; Số gai ở vây hậu môn: 3; Số tia vây ở vây hậu môn: 8; Số tia vây ở vây ngực: 13; Số vảy đường bên: 47–48.

## Sinh thái
Thức ăn của L. erythracanthus chủ yếu là động vật da gai, động vật giáp xác và động vật thân mềm.

## Thương mại
L. erythracanthus được bán ở dạng tươi sống. Đây được coi là một loại cá có giá trị dinh dưỡng cao và được nhắm mục tiêu ở Fiji. Tuy nhiên, ở một số khu vực, thịt của chúng có thể gây ngộ độc ciguatera.